# Achete
Achete ist ein Ort und eine ehemalige Gemeinde (Freguesia) im portugiesischen Kreis Santarém. Die Gemeinde hatte 1920 Einwohner (Stand 30. Juni 2011).
Am 29. September 2013 wurden die Gemeinden Achete, Azoia de Baixo und Póvoa de Santarém zur neuen Gemeinde União das Freguesias de Achete, Azoia de Baixo e Póvoa de Santarém zusammengeschlossen. Achete ist Sitz dieser neu gebildeten Gemeinde.